# Pinakocyty
Pinakocyty – płaskie komórki, z których zbudowana jest pinakoderma. Pinakocyty mają zdolność kurczenia się. U niektórych gąbek (np. Oscarellidae) są zaopatrzone w wić. Jako że nie mają błony podstawnej ani połączeń międzykomórkowych nie są zaliczane do tkanki nabłonkowej.
Zewnętrzne pinakocyty nazywane są egzopinakocytami, a wewnętrzne – tworzące wyściółkę kanałów wodnych lub jamy atrialnej – endopinakocytami.